# Добрынин, Алексей Фёдорович
Алексей Фёдорович Добрынин (13 февраля 1922, село Жарки, Тутаевский район, Ярославская область — 3 июня 1997) — председатель колхоза «Колос» Тутаевского района Ярославской области Герой Социалистического Труда (23.06.1966).

## Биография
В 1922 году в селе Жарки Тутаевского района Ярославской области в семье крестьян родился Алексей Фёдорович Добрынин.
Работать начал с 1935 года в колхозе «Факел».
Участник Великой Отечественной войны. В ноябре 1941 года ушёл на фронт. В 1944-45 гг. командир отделения, а затем старшина стрелковой роты 2-го мотострелкового батальона 21-й гвардейской механизированной бригады в составе 1-го Украинского 1-го и 2-го Белорусского фронтов, гвардии старшина.
После войны работал в хозяйствах Тутаевского района Ярославской области. С 1960 по 1977 годы председатель колхоза «Колос» Тутаевского района.
Под руководством Добрынина колхоз превратился в передовое хозяйство с устойчиво высокими для Ярославской области урожаями зерновых культур, льна и семенных трав, продуктивным животноводством.
23 июня 1966 года был удостоен звания Герой Социалистического Труда.
Был делегатом III Всесоюзного съезда колхозников (1969), избирался в состав областного Совета депутатов трудящихся.
С 1977 года находился на пенсии. Жил в деревне Григорьевское Тутаевского района.
Умер 3 июня 1997 года, похоронен на кладбище Лемино, в 4 километрах от Тутаева.

## Награды
Имеет следующие награды, за трудовые успехи:
- Герой Социалистического Труда (23.06.1966);
- Орден Ленина (1966);
- Малая серебряная медаль ВДНХ за защиту Родины;
- Орден Красной Звезды (27.05.1945);
- Орден Славы — III степени (10.02.1944);
- Орден Отечественной войны II степени (11.03.1985);
- Медаль «За отвагу» (СССР) (21.03.1945);
- Медаль «За отвагу» (СССР) (14.04.1945).